# Chandra Shekhar
Chandra Shekhar, född 1 juli 1927 i Ibrahimpatti i distriktet Ballia i nuvarande Uttar Pradesh, död 8 juli 2007 i Delhi, var en indisk politiker som var Indiens premiärminister 1990–1991.
Chandra Shekhar föddes i en jordbrukarfamilj i byn Ibrahimpatti. Han tog examen i statsvetenskap vid universitetet i Allahabad 1951.

## Politisk karriär i korthet
- Ledamot av Rajya Sabha från 1962
- Medlem i Kongresspartiet 1965, efter att tidigare ha varit aktiv i ett socialistparti
- Greps under undantagstillståndet 1975, trots sin topposition i regeringspartiet
- Ordförande för Janata Party 1977-1988
- Perioden 1984-1989 är den enda tid sedan 1962, när Shekhar inte suttit i Sansad, det indiska parlamentet
- Indiens premiärminister 1990-1991